# 1814 Bach
1814 Bach è un asteroide della fascia principale del diametro medio di circa 7,5 km. Scoperto nel 1931, presenta un'orbita caratterizzata da un semiasse maggiore pari a 2,2257328 au e da un'eccentricità di 0,1299281, inclinata di 4,34600° rispetto all'eclittica.
L'asteroide è dedicato al compositore tedesco Johann Sebastian Bach.